# Miroși (gmina)
Miroși – gmina w Rumunii, w okręgu Ardżesz. Obejmuje miejscowości Miroși i Surdulești. W 2011 roku liczyła 2544 mieszkańców.